# Miguel Flores (futebolista)
Miguel Flores (datas de nascimento e morte desconhecidas) foi um futebolista chileno. Ele competiu na Copa do Mundo FIFA de 1950, sediada no Brasil.